# Тосканский диалект
Тоска́нский диале́кт (итал. dialetto toscano) или тосканский язык (итал. lingua toscana) — диалект итальянского языка, на котором говорят в области Тоскана, Италия (центр — Флоренция).
В процессе развития тосканский диалект меньше других отошёл от исходного латинского языка, постепенно изменяясь в одном направлении, не испытывая при этом сильного влияния других языков. Начиная с позднего Средневековья, он лёг в основу литературного языка Италии, благодаря созданным на нём классическим произведениям Данте Алигьери, Франческо Петрарки и Джованни Боккаччо.
После объединения Италии и провозглашения единого Итальянского королевства в 1861 году, литературная версия тосканского диалекта под влиянием писателя Алессандро Мандзони была выбрана в качестве государственного языка межрегионального общения. Разговорный тосканский диалект заметно отличается от литературного итальянского.

## Поддиалекты

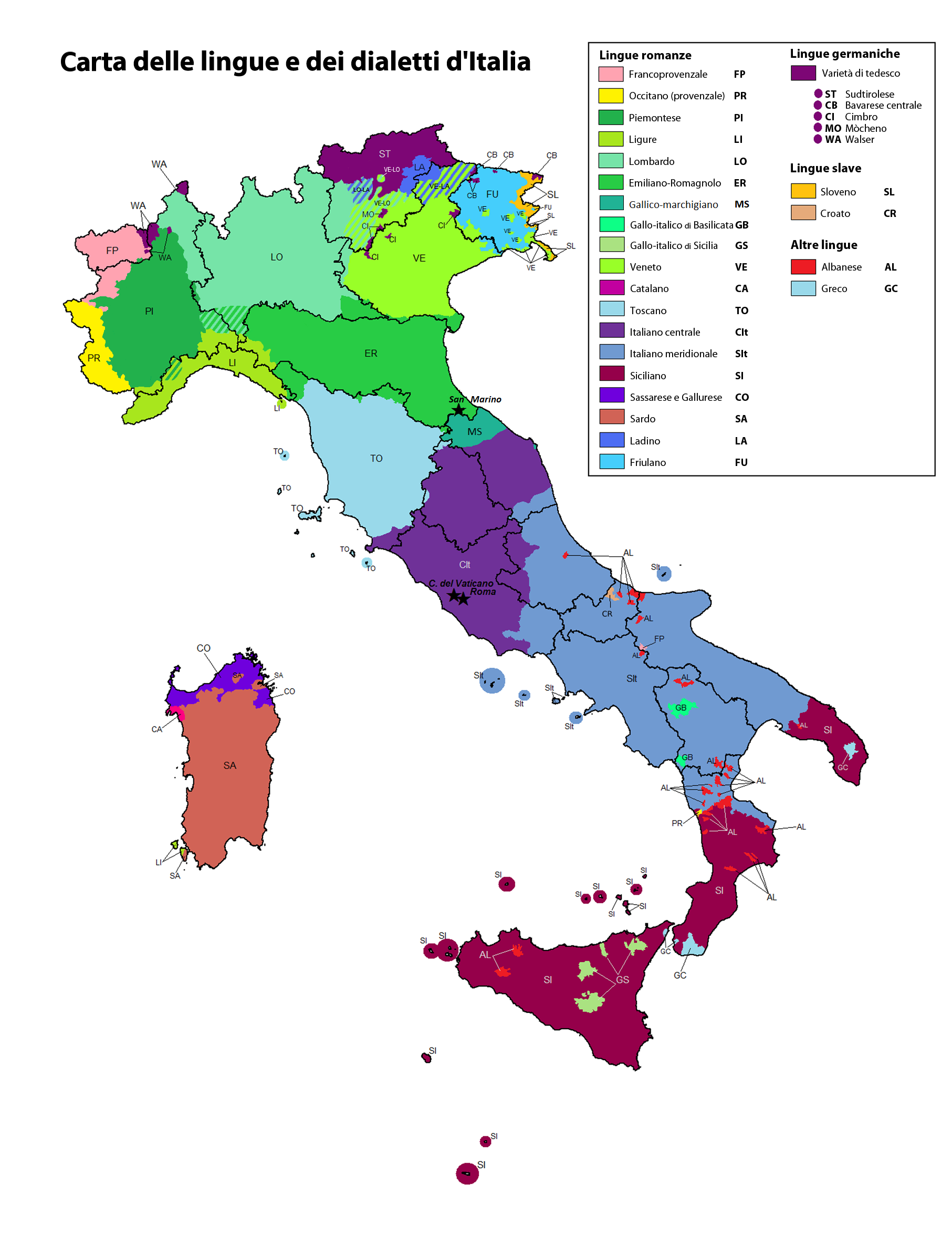
Тосканский среди других языков и диалектов Италии

Тосканский диалект состоит из многих поддиалектов. Они разделяются на северные тосканские диалекты и южные тосканские диалекты.
Северные тосканские диалекты (с востока на запад):
- флорентинский диалект[англ.] — главный диалект Флоренции, на котором говорят также в городе Прато и вдоль реки Арно до города Фучеккьо;
- пистойиский диалект — распространён в городе Пистое и окрестностях;
- пешатинский диалект — распространён в долине Вальдиньеволе, в городах Пеше и Монтекатини Терме;
- луккеский диалект — распространён в городе Лукке и окрестностях (Луккезия, Lucchesia);
- виареджийский диалект — распространён в Виареджо и на северном берегу (Версилия, Versilia);
- пизанско-ливорнский диалект — распространён в городах Пизе, Ливорно и вдоль берега до города Пьомбино.

Южные тосканские диалекты (с востока на запад):
- аретинский диалект — распространён в городе Ареццо и долине Киане;
- сиенский диалект — распространён в городе Сиене и одноимённой провинции;
- гроссетанский диалект — говоримый в городе Гроссето и одноимённой провинции.

## Говорящие на диалекте
По-тоскански говорят примерно 3,5 млн человек, то есть, население всей Тосканы, кроме жителей провинции Масса-Каррара, которые говорят по-каррарски (эмилиано-романьольский диалект).

## Особенности
Тосканский диалект достаточно однороден, но тем не менее в поддиалектах встречаются незначительные отличия.

## Фонетика

### Ослабление G и C
Явление ослабевания в интервокальной позиции итальянского мягкого g [ʤ] (дж) и мягкого c [ʧ] (ч), обозначаемое термином attenuazione — затухание.
Между двумя гласными, звонкая заальвеолярная аффриката переходит в звонкий постальвеолярный фрикативный звук:
Это явление очень ярко проявляется, его легко услышать в повседневной речи (обычно также в Умбрии и кое-где в Центральной Италии): слово la gente в стандартном варианте итальянского звучит как /la 'ʤɛnte/ [la 'ʤɛnte], но в тосканском диалекте произносится как [la 'ʒɛnte].
Аналогично, глухая заальвеолярная аффриката переходит в глухой постальвеолярный фрикативный звук между двумя гласными:
Слово la cena — ужин, в стандартном варианте произносится как /la 'ʧena/ [la 'ʧe:na], в тосканском диалекте — [la 'ʃe:na].

### Переход S в аффрикату
Обычное фонетическое явление — переход глухого s или глухого альвеолярного фрикативного /s/ в глухую альвеолярную аффрикату ʦ после /r/, /l/, или /n/.
Например, «il sole» (солнце) в общеитальянском звучит [il 'soːle], а в тосканском диалекте — [il 'ʦoːle]; этот переход также может быть осуществлен внутри слова, например, «falso» (ложный) /'falso/ → ['falʦo]. Этот феномен характерен не только для центральной Италии, подобное происходит также в Швейцарии.

### Отсутствие дифтонгизации/ɔ/
В тосканском диалекте латинский гласный ŏ в ударном открытом слоге менялся дважды. Сначала он произносился как [ɔ], а затем развился в дифтонг /wɔ/. Последнее явление так и не отразилось полностью в речи всех говорящих, но хотя форма с дифтонгом стала общепринятой нормой в стандартном итальянском (например, fuoco, buono, nuovo), в устной речи часто употребляется монофтонг (foco, bono, novo).

## Морфология

### Двойной дательный падеж
Особенность морфологии тосканского диалекта, о которой говорил ещё Алессандро Мандзони в своем произведении «I promessi sposi», — конструкции с двойным дательным падежом.
При использовании личных местоимений в роли непрямого дополнения (к кому, к чему) (датив) в общеитальянском употребляется конструкция предлог + местоимение: a me (ко мне) или ставится синтетическая форма местоимения: mi (ко мне). В тосканском диалекте используются обе конструкции в одном предложении, тем самым непрямое дополнение в дательном падеже как бы особенно подчёркивается:
- в итальянском: [a me piace] или [mi piace] (мне это нравится)
- в тосканском: [a me mi piace] (мне это нравится)

Эта форма широко распространена в центральных регионах Италии, не только в Тоскане, и до недавнего времени рассматривалась итальянскими лингвистами как избыточная и неправильная. Сейчас эта конструкция признается нормой.
В некоторых диалектах можно встретить двойной винительный (me mi vedi (дословно: Ты меня меня видишь), но эта форма считается архаичной и почти не употребляется.

### Определенные артикли мужского рода
Формы единственного и множественного числа определенного артикля мужского рода во флорентийской разновидности тосканского диалекта звучат как [i], но различаются по фонетическому влиянию на соседние согласные. Артикль единственного числа удлиняет следующий за ним звук: [i kkaːne] (собака), а артикль множественного числа ослабляет согласный: [i haːni] (собаки). В стандартном итальянском обычно используется артикль единственного числа мужского рода lo перед долгими согласными (lo zio 'дядя', lo studente 'студент'), хотя такие формы, как i zio, можно встретить в сельских вариантах языка.

### Noi + безличноеSi
В Тоскане наблюдается использование частицы, имеющей то же значение, что безличное Si (не путать с пассивным Si и рефлексивным Si), в качестве местоимения первого лица множественного числа. Его значение аналогично значению местоимения On во французском языке.
Используется также следующая конструкция: Si + третье лицо в единственном числе, к которой может присоединяться местоимение Noi первого лица множественного числа, потому что частица "si" не воспринимается более как независимая, а является частью глагольного спряжения.
- Стандартный итальянский: [Andiamo a mangiare] (Мы собираемся поесть), [Noi andiamo là] (Мы идем туда)
- Тосканский: [Si va a mangiare] (Мы собираемся поесть), [Noi si va là] (Мы идем туда)

Это явление происходит во всех глагольных временах, включая сложные. В этих временах использование si требует, чтобы вспомогательным глаголом был essere (быть), даже в тех формах, где обычно в качестве вспомогательного употребляется avere (иметь). Если глагол по норме требует essere, причастие прошедшего времени согласуется с субъектом действия в роде и числе и не согласуется, если глагол требует avere.
- Итальянский: [Siamo andate a sciare], [Abbiamo mangiato al ristorante]
- Тосканский: [S'è andate a sciare], [S'è mangiato al ristorante]

Обычно Si становится S' перед è.

### Fo (faccio) и vo (vado)
Ещё одна морфологическая особенность тосканского диалекта заключается в так называемом сокращении первого лица единственного числа в настоящем времени у глаголов fare (делать) и andare (идти).
- Fare: faccio → fo (я делаю)
- Andare: vado → vo (я иду)

Такие формы появились по двум причинам. Утрата /d/ и редукция /ao/ в /o/ в случае с /vado/ > */vao/ > /vo/. Однако, пример из латинского sapio > итальянский so (я знаю), не может быть объяснён аналогичным образом: /sapio/ должно было бы тогда измениться в */sappjo/, с удлинением согласной перед /j/.
В данном случае произошла перестройка парадигмы в соответствии со статистически менее употребимыми, но высокочастотными формами dare (давать) и stare (быть, являться). Таким образом, so, sai, sa, sanno (все формы единственного и третье лицо множественного числа) стали образовываться по образцу do, dai, dà, danno, sto, stai, sta, stanno, и глагол fo, fai, fa, fanno также образуется по этому же принципу. Таким образом, форма vo, возможная по законам фонетических изменений, также подкрепляется используемым шаблоном образования морфологической парадигмы.

### Потеря показателя инфинитива "-re"
Фонетическое явление, которое может считаться и морфологическим, часто встречающееся в тосканском диалекте — потеря флексии -re, показателя инфинитива у глаголов.
- andàre → andà
- pèrdere → pèrde
- finìre → finì

Важная особенность этого явления — основное ударение не переносится на новый предударный слог, согласно фонетическим правилам итальянского языка. Такая усечённая форма инфинитива может совпадать с различными формами спряжения единственного числа: pèrde 'терять', pèrde 'он/она теряет'; finì 'заканчивать', finì 'он/она закончил(а)'. Благодаря синтаксическим различительным признакам, эта омонимия практически никогда не приводит к путанице.
Неподвижность ударения объясняется существованием промежуточной формы с -r (как в испанском глагольном инфинитиве).
В некоторых поддиалектах, например в пизанско-ливорнском, такие изменения регулярны, и полный инфинитив появляется только тогда, когда за ним следует пауза, а сокращенная форма (vedé) употребляется внутри фразы. Согласные энклитика удлиняются, если перед ними есть ударный гласный (vedéllo 'видеть это', portácci 'принести нам'), и остаются прежними, если предшествующий гласный в инфинитиве безударный (lèggelo 'читать это', pèrdeti 'потерять тебя').

## Лексика
Сильнее всего различия между диалектами, а также и поддиалектами проявляются в лексике.
Лексика тосканского диалекта практически полностью совпадает с лексикой стандартного итальянского языка, но существует также некоторое количество местных слов.
Наиболее общеизвестные тосканские слова:
- babbo (которое до последнего времени считалось единственно возможной итальянской формой) — papà (папа)
- bove (литературная форма в стандартном итальянском) — bue (бык)
- cacio — formaggio (сыр)
- chetarsi (литературная форма в стандартном итальянском) — fare silenzio (молчать)
- codesto (литературная форма в стандартном итальянском) местоимение, которое указывает на объект, находящийся далеко от говорящего, но близко к слушающему
- desinare (литературная форма в стандартном итальянском) — pranzare/cenare (обедать)
- diaccio — ghiacciato, «freddo» (замёрзший, холодный)
- ire — andare (идти) (только в некоторых формах употребляется ito (ушедший))
- garbare — piacere (нравиться) (но piacere также довольно распространено в Тоскане)
- gota (литературная форма в стандартном итальянском) — guancia (щека)
- sciocco (означает «глупый» или «бестолковый» в стандартном итальянском) — sciapo (пресный)
- sudicio — как существительное spazzatura (мусор) и как прилагательное sporco (грязный)

## Пример текста
…e quanto alla lingua in quella ch’io parlo, o fiorentina, o toscana ch’ella sia, et in quel modo che ho saputo più facile et agevole, lasciando gl’ornati e lunghi periodi, la scelta delle voci e gli altri ornamenti del parlare e scrivere dottamente a chi non ha come ho io più le mani ai pennelli che alla penna, e più il capo ai disegni che allo scrivere.
Джорджо Вазари, Жизнеописания наиболее знаменитых живописцев, ваятелей и зодчих.
Перевод: …что же касается языка, [то я писал на том языке], на котором говорю, – флорентийском или тосканском как есть, – и в тех выражениях, какие мне представлялись наиболее легкими и доступными, предоставив нарядные и длинные периоды, щепетильный  подбор слов и прочие украшения тем, у кого руки непривычны, как мои руки привычны скорее к кистям, чем к перу, и голова не занята, как занята моя голова скорее рисунками, чем писаниной.